# Auerbach (Ausztria)
Auerbach osztrák község Felső-Ausztria Braunau am Inn-i járásában. 2019 januárjában 606 lakosa volt. 

## Elhelyezkedése

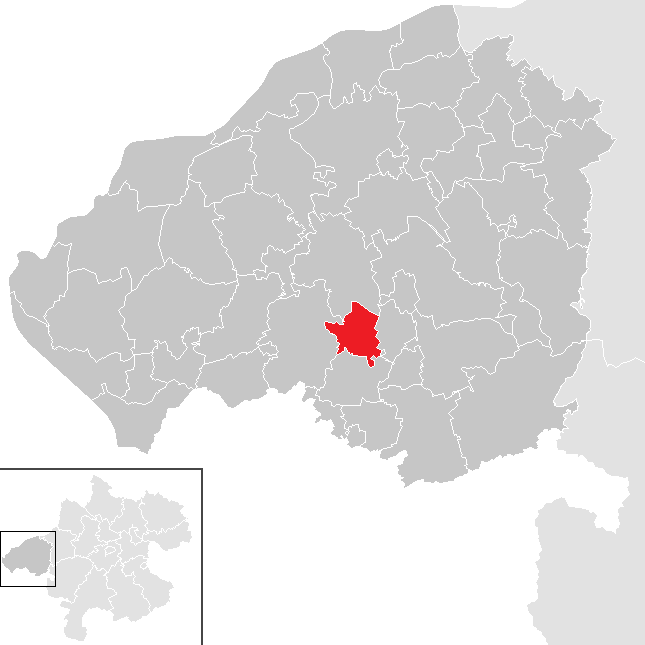
Auerbach a Braunau am Inn-i járásban

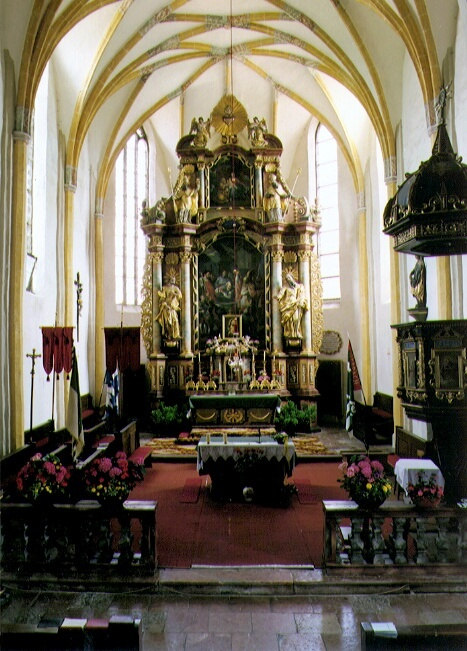
A Szt. Remigius-templom belső tere

Auerbach Felső-Ausztria Innviertel régiójában fekszik az Auerbach folyó mentén. Területének 33%-a erdő, 60,6% áll mezőgazdasági művelés alatt. Az önkormányzat 11 településrészt és falut egyesít: Au (24 lakos 2018-ban), Auerbach (142), Holz (92), Höring (76), Oberirnprechting (102), Oberkling (24), Riensberg (8), Rietzing (5), Unterirnprechting (94), Unterkling (6) és Wimpassing (10).
A környező önkormányzatok: északra Pischelsdorf am Engelbach, keletre Pfaffstätt, délre Kirchberg bei Mattighofen, nyugatra Feldkirchen bei Mattighofen.   

## Története
Auerbach alapításától kezdve egészen 1779-ig Bajorországhoz tartozott, amikor azonban a bajor örökösödési háborút lezáró tescheni béke következtében a teljes Innviertel Ausztriához került át. A napóleoni háborúk során 1809-ben a régiót a franciákkal szövetséges Bajorország visszakapta, majd Napóleon bukása után ismét Ausztriáé lett.
A köztársaság 1918-as megalakulásakor Auerbachot Felső-Ausztria tartományhoz sorolták. Miután Ausztria 1938-ban csatlakozott a Német Birodalomhoz, az Oberdonaui gau része lett. A második világháború után a község visszakerült Felső-Ausztriához.

## Lakosság
Az auerbachi önkormányzat területén 2019 januárjában 606 fő élt. A lakosságszám 1971 óta gyarapodó tendenciát mutat. 2016-ban a helybeliek 93,4%-a volt osztrák állampolgár; a külföldiek közül 1,5% a régi (2004 előtti), 3,5% az új EU-tagállamokból érkezett. 0,5% a volt Jugoszlávia (Szlovénia és Horvátország nélkül) vagy Törökország, 1,1% egyéb országok polgára. 2001-ben a lakosok 90,5%-a római katolikusnak, 1,8% evangélikusnak, 5,2% pedig felekezeten kívülinek vallotta magát. 
A lakosság számának változása:

| 2016 | 558 |
| 2018 | 583 |

## Látnivalók
- a Szt. Remigius-plébániatemplom
- a höringi Szt. istván-templom

## Fordítás
- Ez a szócikk részben vagy egészben  az   Auerbach című német Wikipédia-szócikk ezen változatának fordításán alapul.  Az eredeti cikk szerkesztőit annak laptörténete sorolja fel. Ez a jelzés csupán a megfogalmazás eredetét és a szerzői jogokat jelzi, nem szolgál a cikkben szereplő információk forrásmegjelöléseként.